# Regla de la fe
La regla de fe (en  griego κανών της πίστεως, en latín regula fidei) es el nombre dado a la máxima autoridad o norma en la creencia religiosa. Fue utilizada por escritores cristianos primitivos como Tertuliano. La frase se utiliza a veces para los primeros credos.

## Significado
Como norma de adhesión a la ortodoxia, regla de fe se refería originalmente al Antiguo símbolo romano, que era una versión anterior y más corta del Credo de los Apóstoles y otras declaraciones de fe posteriores. Como norma histórica de adhesión a la ortodoxia, regla de fe también puede referirse a otras declaraciones de fe, incluyendo el Credo Niceno, el Símbolo Quicumque, la Confesión de Augsburgo, los Artículos de Dort, la Confesión de Westminster y otros como la  luz interior del espíritu y los místicos.
Se denomina regla de fe a la autoridad o norma última en la creencia religiosa, como la Palabra de Dios (Dei verbum) contenida en la Escritura y en la Tradición apostólica, entre los católicos; theoria, entre los  ortodoxos orientales; la Sola scriptura (doctrina de la Biblia sola), entre algunos protestantes; el Quadrilateral wesleyano de la fe, que sostenía que la Escritura, la tradición, la razón y la experiencia, entre otros protestantes; y la razón sola, entre los filósofos racionalistas.

### Uso en elsigloII
En la iglesia primitiva, Ireneo escribía en el siglo II sobre la "regla de fe" o "regla de verdad". En Contra las herejías 1.9.4 habla de que se recibe por el bautismo y continúa, en el capítulo siguiente, explicando:

...esta fe: en un solo Dios, el Padre Todopoderoso, que hizo el cielo y la tierra y los mares y todas las cosas que hay en ellos; y en un solo Cristo Jesús, el Hijo de Dios, que se hizo carne para nuestra salvación; y en el Espíritu Santo, que dio a conocer por medio de los profetas el plan de salvación, y la venida, y el nacimiento de una virgen, y la pasión, y la resurrección de entre los muertos, y la ascensión corporal al cielo del amado Cristo Jesús, nuestro Señor, y su futura aparición desde el cielo en la gloria del Padre para resumir todas las cosas y resucitar a toda carne de toda la raza humana...

En otro lugar, en el prefacio a su Demostración de la predicación apostólica, Ireneo reitera la necesidad de "mantener la regla de la fe sin desviarse"  Continúa de nuevo expresando la regla de la fe a través de tres puntos o artículos:

Este es, pues, el orden de la regla de nuestra fe...: Dios, Padre, no hecho, no material, invisible; un solo Dios, creador de todas las cosas: éste es el primer punto de nuestra fe. El segundo punto es: El Verbo de Dios, Hijo de Dios, Cristo Jesús, Señor nuestro, que se manifestó a los profetas según la forma de sus profecías y según el método de la dispensación del Padre, por quien fueron hechas todas las cosas; que también al final de los tiempos, para completar y reunir todas las cosas, se hizo hombre entre los hombres, visible y tangible, para abolir la muerte y manifestar la vida y producir una comunidad de unión entre Dios y el hombre. Y el tercer punto es: El Espíritu Santo, por quien los profetas profetizaron, y los padres aprendieron las cosas de Dios, y los justos fueron conducidos por el camino de la justicia; y que al final de los tiempos fue derramado de una manera nueva a sobre la humanidad en toda la tierra, renovando al hombre para Dios.

### Uso en elsigloIII
Tertuliano utiliza las frases "regla de fe" y "regla de verdad":

Que nuestra "búsqueda", por lo tanto, sea en lo que es nuestro, y de aquellos que son nuestros, y acerca de lo que es nuestro, - eso, y sólo eso, que puede convertirse en un objeto de investigación sin perjudicar la regla de la feTertuliano. The Prescription Against Heretics 12.

### Uso católico
El papa Pío XII en Humani generis utilizó el término analogía de la fe para decir que la Sagrada Escritura debe ser interpretada según la mente de la Iglesia, no que la enseñanza de la Iglesia y de los Padres deba ser interpretada por alguna norma teorizada de las Escrituras.
En la Iglesia católica, la Biblia y la tradición sagrada (es decir, cosas que se cree que fueron enseñadas por Jesús y los apóstoles que no fueron registradas en la Biblia pero que fueron transmitidas a través de la iglesia) son consideradas una norma para todos los creyentes para juzgar la fe y la práctica. El actual Catecismo de la Iglesia Católica' dice: "todo lo que se ha dicho sobre el modo de interpretar las Escrituras está sometido en última instancia al juicio de la Iglesia, que ejerce la comisión y el ministerio divinamente conferidos de velar e interpretar la Palabra de Dios
El Catecismo de Baltimore usaba la frase "regla de fe":

 P. 561. Debemos buscar nosotros mismos en las Escrituras y en las tradiciones lo que hemos de creer? A). Nosotros mismos no necesitamos buscar en las Escrituras y tradiciones lo que hemos de creer. Dios ha designado a la Iglesia como guía para nuestra salvación y debemos aceptar sus enseñanzas como "regla de fe" infalible.

En Verbum Domini (2010), el Papa Benedicto XVI escribió:

...aunque en la Iglesia veneramos mucho las Sagradas Escrituras, la fe cristiana no es una 'religión del libro': El cristianismo es la "religión de la palabra de Dios", no de "una palabra escrita y muda, sino del Verbo encarnado y vivo" (cita de San Bernardo de Claraval). Por consiguiente, la Escritura debe ser proclamada, escuchada, leída, recibida y vivida como Palabra de Dios, en la corriente de la Tradición apostólica de la que es inseparable.

.

### Uso protestante
En cierta  teología protestante, es una regla hermenéutica de interpretación de la Biblia que la Escritura debe interpretar la Escritura (Sacra Scriptura sui interpres: la Sagrada Escritura es su propio intérprete). Es un entendimiento que refuerza la Biblia como la Palabra inspirada de Dios, y por lo tanto es consistente y coherente, ya que Dios no puede contradecirse a sí mismo.
Joseph A. Fitzmyer SJ señala que la regla de la fe (en latín: regula fidei) o analogía de la fe (analogia fidei) es una frase arraigada en la admonición del Apóstol Pablo a los Cristianos en Roma en la Epístola a los Romanos. 9 NVI, que dice: 

Tenemos diferentes dones, según la gracia que se nos ha dado. Si el don de un hombre es profetizar, que lo use en proporción a su fe. (NVI, 1984)

La última frase, "en proporción a su fe" es en griego κατὰ τὴν ἀναλογίαν τῆς πίστεως ("analogía de la fe"). En Romanos 12:6 se refiere a una de tres ideas posibles: el conjunto de enseñanzas cristianas, la creencia y respuesta de la persona a la gracia de Dios, o al tipo de fe que puede mover montañas.
 

En el Protestantismo conservador  Romanos 12:6 se ha visto como la referencia bíblica para el término "analogía de la fe" (es decir, αναλογἰα τῆς πἰστεως). 
Para los protestantes, sólo la Biblia es considerada la palabra de Dios y la única norma infalible para juzgar la fe y la práctica; por lo tanto, para el protestantismo conservador, la analogía de la fe es equivalente a la analogía de las escrituras – es decir, las opiniones se prueban por su consistencia con las escrituras, y las escrituras son interpretadas por el Espíritu Santo hablando en las escrituras (compárese sola scriptura).

## Analogia entis
La analogía de la fe, avanzada por Agustín de Hipona, se contrapone a veces a la analogía del ser (en latín: analogia entis), que, según Tomás de Aquino, permite conocer a Dios por analogía con su creación. Según la Biblia, ya la humanidad está hecha "a imagen de Dios" (Génesis 1:26: "Entonces dijo Dios: 'Hagamos al hombre a nuestra imagen y semejanza'").